# Пію (рід)
Пію (Synallaxis) — рід горобцеподібних птахів родини горнерових (Furnariidae). Представники цього роду мешкають в Мексиці, Центральній і Південній Америці.

## Опис
Пію — дрібні птахи з короткими крилами і відносно довгими хвостами. Їх середня довжина становить 11-19 см, вага 9-26 г. Забарвлення пію переважно тьмяне, у багатьох видів на крилах і тімені є яскраві руді плями, а у деяких видів на горлі є темна пляма, помітна під час співу. Забарвлення представників різних видів є досить подібним, однак характерна вокалізація дозволяє відрізнити різні види пію.
Пію живуть в лісах, різномантітних лісових масивах та на відкритих просторах. Вони ведуть прихований спосіб життя, ховаючись серед заростей. Гнізда пію кулеподібні, сплетені з тонких гілочок, з трубкоподібним входом зверху.

## Види
Виділяють тридцять шість видів:
- Пію вохристощокий (Synallaxis scutata)
- Пію сірочеревий (Synallaxis cinerascens)
- Пію гаянський (Synallaxis gujanensis)
- Пію вохристогрудий (Synallaxis albilora)
- Пію мараньйонський (Synallaxis maranonica)
- Пію великий (Synallaxis hypochondriaca)
- Пію чінчіпський (Synallaxis chinchipensis)[6]
- Пію білогорлий (Synallaxis stictothorax)
- Пію рудочеревий (Synallaxis zimmeri)
- Пію сірогорлий (Synallaxis brachyura)
- Пію бояцький (Synallaxis subpudica)
- Пію іржастокрилий (Synallaxis hellmayri)
- Пію рудоголовий (Synallaxis ruficapilla)
- Пію багійський (Synallaxis cinerea)
- Пію рівнинний (Synallaxis infuscata)
- Пію темний (Synallaxis moesta)
- Пію бурий (Synallaxis macconnelli)
- Пію масковий (Synallaxis cabanisi)
- Пію бразильський (Synallaxis hypospodia)
- Пію аргентинський (Synallaxis spixi)
- Пію темноволий (Synallaxis albigularis)
- Пію прирічний (Synallaxis beverlyae)[7]
- Пію блідий (Synallaxis albescens)
- Пію гайовий (Synallaxis frontalis)
- Пію андійський (Synallaxis azarae)
- Пію перуанський (Synallaxis courseni)
- Пію біловусий (Synallaxis candei)
- Пію мексиканський (Synallaxis erythrothorax)
- Пію бранкійський (Synallaxis kollari)
- Пію темноголовий (Synallaxis tithys)
- Пію колумбійський (Synallaxis fuscorufa)
- Пію іржастий (Synallaxis unirufa)
- Пію чорногорлий (Synallaxis castanea)
- Пію смугастоволий (Synallaxis cinnamomea)
- Пію темногузий (Synallaxis rutilans)
- Пію рудогорлий (Synallaxis cherriei)

## Етимологія
Наукова назва роду Synallaxis походить від слова дав.-гр. συναλλαξις — обмін.